# Protoewangelia

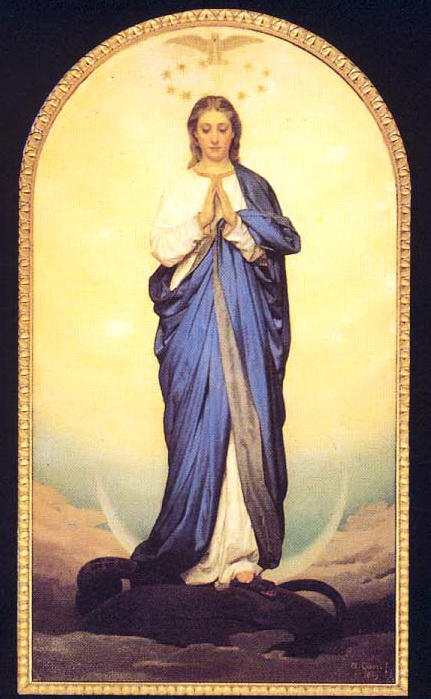
Maryja miażdży szatana-węża

Protoewangelia (Rdz 3,15) – według chrześcijańskiej teologii pierwsza zapowiedź przyjścia Jezusa jako Zbawiciela świata. To fragment Księgi Rodzaju, który jest pierwszą zapowiedzią Mesjasza Odkupiciela, walki między wężem i Niewiastą oraz ostatecznego zwycięstwa jej potomka.

[Bóg rzekł do węża:] Wprowadzam nieprzyjaźń między ciebie i niewiastę, pomiędzy potomstwo twoje a potomstwo jej: ono zmiażdży ci głowę, a ty zmiażdżysz mu piętę.

Miała ona miejsce zaraz po grzechu pierworodnym (Rdz 3,14). Dotyczy ona walki potomków Ewy z szatanem (wieczna nieprzyjaźń między potomkami szatana czyli siłami zła a potomkami Ewy, czyli ludźmi). Jej wypełnieniem było przyjście Jezusa na świat w ludzkiej naturze. Tym samym przyniósł On ludziom Ewangelię, czyli Dobrą Nowinę o tym, iż każdy z ludzi jest zbawiony.
Wulgata św. Hieronima z IV w. utrwaliła maryjne tłumaczenie wprowadzając zmianę rodzaju: ipsa conteret - "Ona zmiażdży".
Neowulgata poprawiła tłumaczenie na ipsum conteret - "ono zmiażdży".